# Coleotrype vermigera
Coleotrype vermigera är en himmelsblomsväxtart som beskrevs av Joseph Marie Henry Alfred Perrier de la Bâthie. Coleotrype vermigera ingår i släktet Coleotrype och familjen himmelsblomsväxter.
Artens utbredningsområde är Madagaskar. Inga underarter finns listade.